# حزب سبزها (فرانسه)
حزب سبزها، حزب سبزهای فرانسه، یا سبزها، (به فرانسوی: Les Verts)، Verts, IPA: [le vɛʁ]؛ VEC یا LV) یک حزب سیاسی سبز اکولوژیست در فرانسه بود. سبزها از سال ۱۹۸۴ در آنجا حضور داشته‌اند، اما ریشه‌های فکری این باور می‌تواند در دوران نامزدی ری‌نه دومون برای ریاست جمهوری کاندیدای مستقل محیط‌زیست‌گرا در سال ۱۹۷۴ دیده‌شود. در ۱۳ نوامبر ۲۰۱۰، سبزها با «اروپ اکولوژی» ادغام شدند تا اروپ اکولوژی - سبزها را به وجود آورند.